# ベル47 (航空機)
ベル47
ベル47G
- 用途：多目的軽ヘリコプター
- 分類：ヘリコプター
- 設計者：アーサー・ヤング
- 製造者：ベル・ヘリコプター社
- 運用者：
  -  アメリカ合衆国（アメリカ陸軍）
  -  イギリス（イギリス陸軍）
- 初飛行：1945年12月8日
- 生産数：5,600機以上
- 運用開始：1946年

ベル47は、アメリカ合衆国の航空機メーカー、ベル・ヘリコプター社が製造したヘリコプター。

## 概要
178-270hpのピストンエンジンで2-4人の乗員の機体である。初期の民間用ヘリコプターのベストセラーで、1945年12月8日に原型機モデル47が初飛行、量産タイプは1947年5月の初飛行以来1976年まで、イタリアのアグスタ、日本の川崎重工業、イギリスなどでのライセンス生産を含め、世界で約5,600機が生産された。アメリカ軍では1947年にR-13 スー（1953年よりH-13 スー）として採用され、同盟各国の軍にも配備された。
初期モデルの47D（H-13B）は2座席で、初めてバブル・キャノピーを採用した機体であったが、エンジンの馬力不足で、人員2名を乗せると何も積めない機体であった。続く47D-1（H-13D）はキャビンを拡大して3人乗りとし、スキッド式の降着装置と腹びれを付け、燃料タンクを高い位置に配した。また、重量対策のために後部胴体の外板をなくし、トラス組みの骨組みが剥き出しになったテールブームというスタイルで、当時のヘリコプターのイメージとなった。米軍ではH-13Dに複操縦装置を付けたH-13Eも採用した。47G（H-13G）では、コックピット後方の燃料タンクを左右1個ずつとし、水平安定板を追加した。馬力不足を改善するため、エンジンを200馬力に出力強化したVO-435-A1A（或いは-A1Bか-A1D）に転換し、木製だったローターを全金属製にした47G-2（H-13H）も登場。さらにエンジンを強化した47G-3Bを開発し、荷物を運べるようになったほか、航続距離も増大した。後期型の47H、47Jでは通常のキャノピー、モノコック構造のテールブームとなった。

### 日本での生産と運用

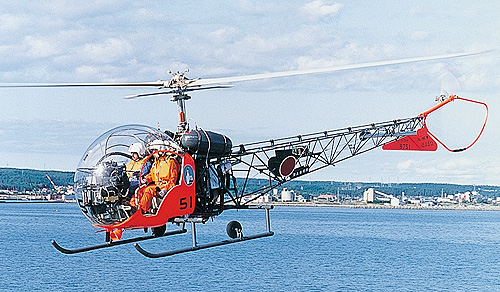
海上自衛隊のベル47

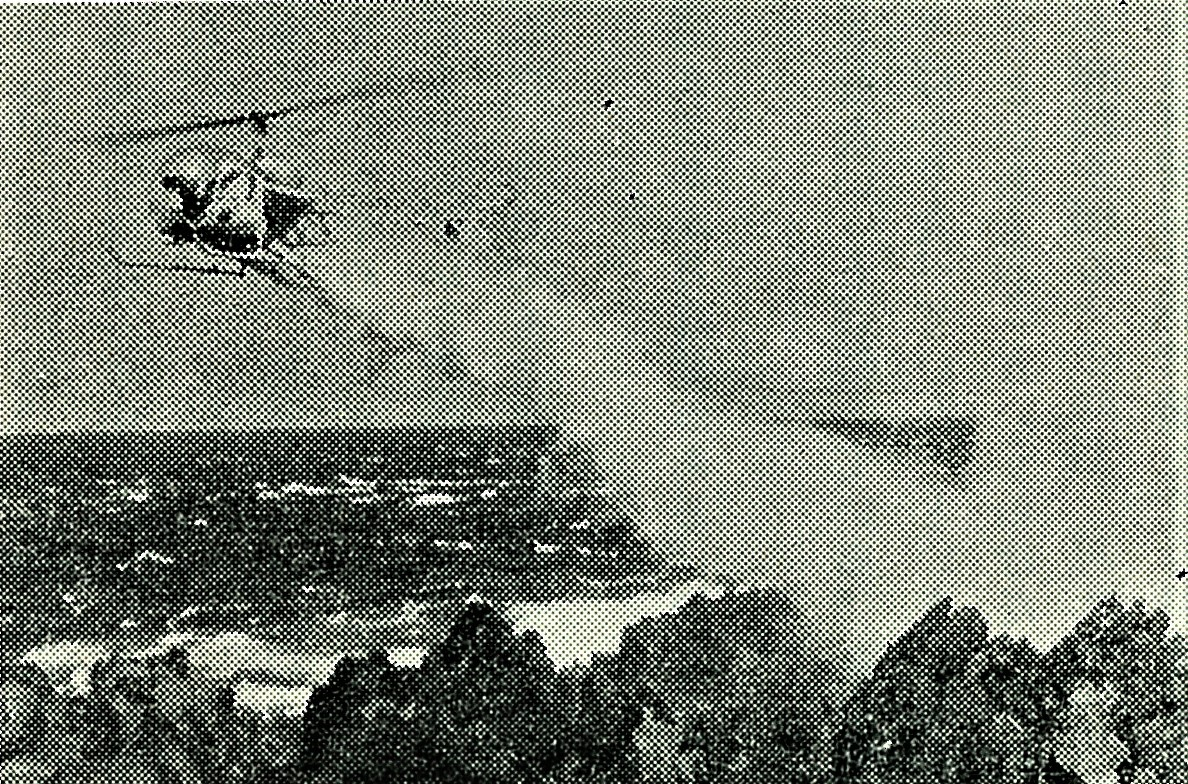
八丈小島のマレー糸状虫症対策としてDDTを散布する日本ヘリコプター輸送のベル47（1956年8月9日）

日本では1953年（昭和28年）、保安庁の警備隊（後の海上自衛隊）に採用され、その後1954年（昭和29年）、保安庁保安隊（後の陸上自衛隊）にも採用された。陸上自衛隊ではベル47D-1をH-13E（米軍とは違う機種）として米軍から6機供与され、次いで川崎重工業によって1954年（昭和29年）-1964年（昭和39年）までライセンス生産が行なわれたH-13H（47G-2、ただしローターは木製）を75機導入、さらに川崎の独自開発H-13KHを1966年（昭和41年）までに19機採用し、練習・連絡・観測ヘリ「ひばり」として1982年（昭和57年）まで使用された。1960年（昭和35年）には、武装ヘリコプターにする研究として、64式対戦車誘導弾やM20改4 無反動砲、M1919 7.62mm機関銃を搭載して、空中での射撃訓練も行われた。
川崎では47Gのほか、G-2の木製ローターを全金属製にし、エンジンを250馬力のVO-435-A1Eに転換した47G-2Aも生産。さらに、エンジン強化型の47G3Bのエンジンの余裕を使用し、キャビンを拡大して4人乗りにしたKH-4を開発し、ライセンスを受けて販売した。KH-4は1962年（昭和37年）に初飛行し、翌年に警視庁に納入されて以降、陸上自衛隊（H-13KH）、新聞社、運行事業会社に採用されたほか、ビルマ空軍など海外へも輸出され、1975年（昭和50年）までに203機が生産された。
また、川崎ではKH-4をベースとして、リジットローター実験機のKHR-1を開発し、研究に用いた。KHR-1は1968年（昭和43年）から実験を開始し、研究の成果を7人乗りのKH-7として量産する計画だったが、オイルショックのあおりを受けて中断された。KH-7計画は1977年（昭和52年）にドイツMBB社との共同開発としてBK117となった。
47D-1は日本ヘリコプター輸送（現在の全日本空輸・ANA）でも使用され、その機体のうちの1機（JA7008）が退役後交通博物館に2006年5月の閉館まで展示されていたが、閉館後は元の所有者だったANAに寄贈された後にANAグループ安全教育センター（2020年8月31日閉鎖）に、2020年6月から現在に至るまで訓練センター「ANA Blue Base」に展示されている。

## スペック
- 機体全長：10.80m
- 全高：2.60m
- ローター直径：10.70m
- 自重：726kg
- 最大離陸重量：1,111kg
- 最大速度：161km/h=M0.13
- 上昇速度：244m/分
- 上昇限度：4,150m
- ホバリング限界高度：3,259m
- 航続距離 350km
- エンジン：ライカミング VO-435-A1D×1
- エンジン出力：260hp×1
- 乗員：1名
- 乗客・搭乗者：2名
- 初飛行：1945年12月

## 登場作品

### 映画・テレビドラマ
『007は二度死ぬ』
機関銃で武装した機体が登場。ジェームズ・ボンドが乗るオートジャイロ「リトル・ネリー」を撃墜すべく、4機編隊で空中戦を展開する。
『GODZILLA ゴジラ』
オープニングに登場。H-21 ワークホースとともに海上を飛行する。
『M★A★S★H マッシュ』
移動米軍外科病院への負傷兵搬送、および人員の連絡輸送機として登場。
『網走番外地 北海篇』
ギャング団が麻薬密輸用に使用。デパートのPR用の垂れ幕を用いて偽装していた。
『科学戦隊ダイナマン』
ジャシンカ帝国のシッポ兵がダイナマンを襲撃するシーンで使用。
『仮面ライダー』
第84話で滝和也（千葉治郎）が怪人の追跡に使用。使われたのは日本農林ヘリコプター所有の機体。
『特捜最前線』
レギュラーの刑事が捜査に使用。番組開始から終了間際まで使用された。
『燃えろ!!ロボコン』
エンディングでロボコンがクルーザーの止場に向かうシーンで使用。
『連続アクチュアルドラマ 部長刑事』
オープニングおよびCMに、大阪府警察が所有していたKH-4が登場。
『ブロウアップ ヒデキ』
富士山麓での西城秀樹の屋外コンサートの映像で、東亜国内航空所有のKH-4が登場。

### 小説
『パニックY2K』
ロサンゼルス市警察が使用。2000年問題の影響でエイスターやジェットレンジャー、ベル407といった新型ヘリがエンジンを始動することすらできない中、電子装備を搭載しておらず唯一飛行可能だった当機が貴重な航空戦力となる。作中では、「ヒラーを試す」とのセリフもあったが、そちらは登場していない。

### ゲーム
『グランド・セフト・オートシリーズ』
『GTA:VC』
『GTA:SA』
『GTA:VCS』
『GTAオンライン』
上記4作品に「Sparrow」「Seasparrow」の名称で登場する。「Seasparrow」にはフロートと機関銃が装備されており、「Sparrow」には何も装備されていないが、GTAオンラインではホーミングミサイルが装備可能である。